# Baroniet Løvenborg
Baroniet Løvenborg var et dansk baroni oprettet 25. november 1773 for Severin Løvenskiold af hovedgårdene Løvenborg og Vognserup. Baroniet blev opløst ved lensafløsningen i 1919.
1. ↑  Hof- og Statskalender for Kongeriget Danmark